# Olympische Sommerspiele 1936/Reiten – Dressur Mannschaft
Das Mannschafts-Dressurreiten bei den Olympischen Spielen 1936 in Berlin fand am 12. und 13. August auf dem Maifeld, neben dem Olympiastadion statt.

## Wettkampfformat
Für den Mannschaftswettbewerb wurden keine separaten Übungen geritten, sondern die erzielten Ergebnisse im Einzelwettkampf wurden auch als Ergebnisse für den Mannschaftswettkampf gewertet. Eine Dressuraufgabe sollte von jedem Athleten innerhalb von 17 Minuten durchgeführt werden, wobei für jede Sekunde über dem Zeitlimit ein halber Punkt abgezogen wurde. Es gab 40 verschiedene Bewegungen während eines Durchgangs. Für jede Bewegung gab jeder der fünf Punktrichter eine Punktzahl von 0 bis 10. Diese Punktzahl wurde mit dem Bewegungskoeffizienten multipliziert.
Die Punktrichter waren:
- Oberst Baron Claus von Cederström
- General Albert-Eugène-Édouard Decarpentry
- Oberstleutnant Alfred von Henikstein
- General Maximilian von Poseck
- Oberst Quarles van Ufford

## Ergebnisse
| Rang | Nation             | Athleten                                                      | Pferde                          | Punkte               | Punkte |
| Rang | Nation             | Athleten                                                      | Pferde                          | Einzel               | Gesamt |
| ---- | ------------------ | ------------------------------------------------------------- | ------------------------------- | -------------------- | ------ |
| 1    | Deutsches Reich    | Heinz Pollay Friedrich Gerhard Hermann von Oppeln-Bronikowski | Kronos Absinth Gimpel           | 1760,0 1745,5 1568,5 | 5074,0 |
| 2    | Frankreich         | André Jousseaume Gérard de Balorre Daniel Gillois             | Favorite Becaucheur Nicolas     | 1642,5 1634,0 1569,5 | 4846,0 |
| 3    | Schweden           | Gregor Adlercreutz Sven Colliander Folke Sandström            | Teresina Kal xx Pergola         | 1675,0 1530,5 1455,0 | 4660,5 |
| 4    | Österreich         | Alois Podhajsky Albert Dolleschall Arthur von Pongracz        | Nero Infant Georgine            | 1721,5 1476,0 1430,0 | 4627,5 |
| 5    | Niederlande        | Pierre Versteegh Gerard le Heux Daniël Camerling Helmolt      | Ad Astra Zonnetje Wodan         | 1579,0 1422,0 1381,0 | 4382,0 |
| 6    | Ungarn             | Gusztav von Pados László von Magasházy Pál Kémery             | Ficsur Tücsök Csintalan         | 1424,0 1415,5 1250,5 | 4090,0 |
| 7    | Norwegen           | Arthur Qvist Eugen Johansen Bjørn Bjørnseth                   | Jaspis Sorte Mand Invictus      | 1438,0 1388,0 1224,5 | 4050,5 |
| 8    | Tschechoslowakei   | František Jandl Matej Pechman Otto Schöniger                  | Nestor Ideal Helios             | 1453,0 1319,0 1254,0 | 4026,0 |
| 9    | Vereinigte Staaten | Stanton Babcock Isaac Kitts Hiram Tuttle                      | Olympic American Lady Si Murray | 1330,5 1265,0 1233,0 | 3828,5 |